# No future
No future is het zevende muziekalbum van Runes Order. Runes Order bleef maar opereren in de marge van de elektronische muziek. De sombere stroming industrial ambient/elektronische muziek moest nog steeds haar weg vinden via postorder en de muziekcassette (oplage 30 stuks). Een echte compact disc is nooit van dit album verschenen, het "hoogst" haalbare medium was een cd-r in 1999, die dan ook nog in een oplage van 200 stuks werd aangemaakt. Het album is opgenomen in de ODAL studio, waar alles live werd ingespeeld; er zijn geen dubs gepleegd. Hate productions is van Claudio Dondo zelf, Oktagön was een klein platenlabel uit Andria. De algemene stemming van het album is gelijk aan de titel.

## Musici
- Claudio Dondo – synthesizers, elektronica

## Muziek
| Nr. | Titel                        | Duur |
| --- | ---------------------------- | ---- |
| 1.  | Floating frames              | 9:15 |
| 2.  | Attack / Internal trial      | 8:04 |
| 3.  | Bridges over Europe          | 4:26 |
| 4.  | No future                    | 8:00 |
| 5.  | Ruins theme                  | 5:14 |
| 6.  | Un passagio nel cielo        | 2:48 |
| 7.  | Volo (dream sequence)        | 4:31 |
| 8.  | A nightmare (is coming)      | 7:44 |
| 9.  | Media lies                   | 5:01 |
| 10. | No future (ending sequences) | 5:36 |